# Wei Xu
En aquest nom xinès, el cognom és Wei.
Wei Xu va ser un general militar sota el senyor de la guerra menor Lü Bu durant el període de la tardana Dinastia Han Oriental de la història xinesa.

## Biografia
En l'època en què Lü Bu va vagar pel país, Wei el va seguir durant el seu viatge, i junts van derrotar els bandits Heishan, i es van defensar dels atacs de Yuan Shu. A més de ser un genet expert, Wei també era un parent de Lü Bu, pel que va tenir en gran manera la confiança d'aquest últim, una vegada, Lü fins i tot li va concedir a Wei el control de les tropes d'assalt de Gao Shun.
Això no obstant, en el 198 EC, quan Cao Cao va assetjar Lü durant la batalla de Xiapi, Wei Xu i els seus companys, Hou Cheng i Song Xian, segrestaren a l'assessor cap de Lü Bu, Chen Gong, i van fer defecció cap al bàndol de Cao. Lü aviat fou capturat i executat, juntament amb Chen i Gao.

## En la ficció
En el capítol 19 de la novel·la històrica del segle xiv del Romanç dels Tres Regnes de Luo Guanzhong Wei Xu apareix com un bon amic i company de Hou Cheng, del qual se diu que havia estat assotat per ordre de Lü Bu per haver violat la prohibició de l'alcohol. Llavors el descontent Hou Cheng conspira amb Song Xian i Wei Xu de trair a Lü Bu a favor de Cao Cao.
Sota el mantell de la nit Hou furtà el cavall de Lü Bu, Llebre Roja, i va al galop cap a la ciutat del campament de Cao Cao. L'endemà, les tropes de Cao Cao llancen un atac ferotge. Lü hagué de participar personalment en la defensa dels murs. La batalla va perllongar-se fins al migdia, moment en què la darrera ofensiva ja havia amainat. L'esgotat Lü, llavors va fer una migdiada a la part superior de l'entrada de la ciutat. I aprofitant l'oportunitat, Song Xian i Wei Xu van lligar a Lü per hissar una bandera blanca. La parella també va llançar-hi l'alabarda de Lü cap avall del mur com a prova de lleialtat. En veure els senyals, les tropes de Cao Cao es congregaren en la ciutat i s'apoderaren d'ella en un tres i no res.
En el capítol 25, Song Xian és assassinat per l'important general de Yuan Shao, Yan Liang, en un duel durant la batalla de Baima. Wei Xu posteriorment s'oferiria per venjar al seu vell amic, però seria mort també per Yan.